# Sofinka
Sofinka (en rus: Софьинка) és un poble de l'óblast de Vorónej, a Rússia, segons el cens del 2010 tenia 191 habitants.